# 時田あいみ
時田 あいみ（ときた あいみ、1989年11月22日- ）は、日本のAV女優。マインズ所属。
身長:148cm。スリーサイズ:B88(E-65)・W59・H83cm。

## 略歴・人物
2011年にデビューした、ロリ系のAV女優である。

## 出演作品

### アダルトDVD
2011年
- LOOK 撮られた女の報酬 #013（2月8日、プレステージ）[3]
- 素人投稿シリーズ 【未成年（三九六）】 サポ。 vol.100（4月1日、ゴーゴーズ）
- ミス ソフト・オン・デマンド 社内美人コンテスト 9 ＋ 予選敗退者限定参加“絶対キレイになってやる!!”女を磨く特別特訓（5月7日、SODクリエイト）共演:吉原麻衣、西川桃香、南波彩、結城佳奈、野口紗枝、加山明日香、水野枝美子、相田さり、沢口優香、夏目翠、ミュウ　※「時東歩美」名義
- パイパン中●生ロリータ中出し性交（5月15日、ワンズファクトリー）[3]
- めがねっ娘援交。 2 女子校生 あいみ（9月25日、THE WORLD）
- 母子売春 2（10月11日、ラハイナ東海）共演:西川紗希[3]
- パイパン小○生大乱交!! ドデカビニールプールでローションドッキング祭り（11月25日、First Star）共演:長谷川しずく、鮎川千里、星咲なな子
- 娘と父親でスケベな指令をこなしてゴールを目指せ! 近親相姦すごろくゲーム（12月22日、ROCKET）共演:朝倉ことみ、平原心、倖田李梨

2012年
- 子宝一番!! 2男5女の9人家族 村西さん家の中出し近親相姦（2月10日、First Star）共演:あずみ恋、水玉レモン、杏子ゆう ほか
- パイパン少女 中出し売春撮影会（3月9日、First Star）共演:鮎川千里 ほか
- ユルカワ★ガール（3月25日、赤青黄）[3]
- 生中出し少女 入れっぱなしイカセっぱなしハメっぱなし（4月25日、JUMP）[3]
- しろうと関西円光（中田氏）まゆ&あいみ（6月30日、プラム）共演:上原亜衣
- 中出しロシアンルーレット（8月1日、MOODYZ）共演:上原亜衣、鮎川千里[3]
- 「ママが傍にいるのに…」ロリ猥褻校内痴漢 4（8月10日、GLAY'z）他出演:白石まみ、叶咲ゆめ[3]

オムニバス作品
2011年
- 近親相姦 家族内淫行レイプ 父と兄と妹 実録投稿（6月25日、JUMP）他出演:野島もえ ほか
- メガネが似合う妹が乳首を舐めながらシコシコ手まんこしてくれました（7月13日、マルクス兄弟）他出演:大沢美加、仁科百華、長谷川しずく、藤野ルミ、和久井もも、山下みう、有村千佳[3]
- 実録・近親愛傑作選 ひとつ屋根の下 6（8月25日、JUMP）他出演:坂本ひかり、北川瞳
- 女子校生の黒ニーソ足コキ（9月15日、ワンズファクトリー）他出演:西野まお、七咲楓花、有村千佳、早乙女ルイ、哀川りん、舞野まや、高沢沙耶[3]
- 「ママには言わないで…」ロリ性感オイルマッサージ 11（9月20日、LOTUS）他出演:双葉みか、竹内ゆずは、眞島しずか
- 女子校生15人オマ○コ指入れぴちゃぴちゃ自画撮りオナニー vol.4（10月20日、ピーターズ）他出演:和希さやか、双葉みか、稲葉ゆい、天宮まりる、竹内りな、桃井りん、白砂ゆの、中山ゆめみ、中川もも、川合まゆ ほか
- 近親相姦 父と娘の狂った欲情ハメ撮りホームビデオ 2（11月1日、ラハイナ東海）他出演:長谷川しずく
- 混浴温泉で思いきって堂々と勃起してみたら、たまたま入浴していた女性客がチラ見どころか我を忘れてガン見急接近! 2（11月5日、Hunter）他出演:松すみれ、椎名みくる、浜崎りお、小嶋ジュンナ、あざみねね ほか
- ロリータ縞パンニーソックス4時間 Vol.2（11月7日、GLAY'z IMPACT）他出演:上原亜衣、板野あさみ、ことみ、長谷川しずく、つぼみ[3]
- 部員のことを誰よりも真剣に考える女子マネージャーは、下半身の際どい場所でも気にせずマッサージして勃起部員を続出させる罪な女の子。（11月19日、Hunter）他出演:羽月希、河瀬リナ、野島もえ ほか
- 愛する彼氏と行った温泉旅行でマッサージ師を呼んだら、あまりにも際どい場所を彼氏よりも上手にタッチされ糸を引くくらい感じてしまい彼氏が隣にいるにも関わらず、バレないように愛の無い衝動的セックスをしちゃった私。（11月22日、Hunter）他出演:倉木みお、あざみねね、小嶋ジュンナ、松すみれ

2012年
- ロリータ強姦・凌辱 遠足レイプ（2月24日、First Star）他出演:上原亜衣、鮎川千里、果山ゆら
- 実録映像近親相姦物語 2 屈折した愛情が導くめくるめく官能の世界（2月25日、JUMP）他出演:早乙女らぶ、長谷川夢 ほか
- ヌル透け勃起乳首責め（3月2日、ex）他出演:倉木みお、叶咲ゆめ、藤谷絢香、早瀬めぐ、加藤彩名[3]
- 清楚系お嬢様限定 包茎、短小、極太も！色んなチ○コで遊んでくれたら○万円（4月15日、JACKAL）他出演:愛内希、芹沢つむぎ、長谷川しずく ほか
- 僕好みのいいなりスク水ソープ姫（4月15日、愛doll）他出演:芹沢つむぎ、愛内希、長谷川しずく、川島まいな
- ママからもらった吸いつきオマ○コが貴方のお部屋に来るとパミュパミュしちゃうの（4月15日、濡れマンジャパン）他出演:長谷川しずく、川島まいな
- いとこ風呂 37（4月25日、JUMP）他出演:一ノ瀬つばさ、飯田せいこ ほか
- 乳首舐め手コキ痴女（5月15日、濡れマンジャパン）他出演:愛内希、芹沢つむぎ、川島まいな、長谷川しずく ほか[3]
- 濃厚汚愛液べっとり（汚）下着手コキ（6月1日、ex）他出演:叶咲ゆめ、加藤彩名、早瀬めぐ、藤谷絢香、倉木みお[3]
- 女子校生（秘）危険ダンス（7月3日、ラハイナ東海）他出演:桐谷ユリア、鮎川千里、蒼井ななせ、杏子ゆう、渡里麻穂
- 彼氏がスマホで撮影した、彼女のフェラチオ動画買い取ります。 〜彼氏だけに見せる素顔のフェラ〜（7月6日、ex）他出演:叶咲ゆめ、藤谷絢香、加藤彩名、早瀬めぐ、倉木みお